# Gelazjusz I
Gelazjusz I (także Gelazy I; ur. w Rzymie, zm. 19 listopada 496) – święty Kościoła katolickiego, 49. papież w okresie od 1 marca 492 do 19 listopada 496 roku.

## Życiorys
Pochodzący z Afryki sekretarz papieży Symplicjusza i Feliksa III urodził się w Rzymie. W obliczu trwającej schizmy akacjańskiej, a także narastających konfliktów ze Wschodem i szerzących się poglądów pelagiańskich podjął wiele działań mających na celu pokonanie piętrzących się przed Kościołem trudności. Bronił wypracowanych przez Leona I na Soborze chalcedońskim formuł chrystologicznych. Łączyły go znakomite relacje z Teodorykiem Wielkim, następcą Odoakra, do którego zwracał się m.in. z prośbą o pomoc dla ubogich.
Sformułował dogmat o grzechu pierworodnym i jako pierwszy tezę rozdziału władzy cesarskiej i papieskiej, która w późniejszych latach znalazła swoje rozwinięcie w ideach z okresu walki z cesarstwem. Wiele zarządzeń dyscyplinarnych Gelazjusza weszło na stałe do prawodawstwa kościelnego.
Okres pontyfikatu św. Gelazego nazywany jest okresem gelazjańskiego renesansu.
W 494 w liście do cesarza Bizancjum sformułował doktrynę dwuwładzy. W tym samym roku, na synodzie ogłosił zasady kształcenia duchownych i podziału funduszy kościelnych. Podczas swojego pontyfikatu zwalczał tendencje heterodoksyjne, a w szczególności arianizm, monofizytyzm. Wydał w tym celu też traktat De duobus naturis in Christo. Zwalczał także manicheizm, pelagianizm.
Błędnie przypisuje mu się autorstwo Decretum Gelasianum – anonimowej kompilacji z początku VI w. zawierającej pięć części:
- O Duchu Świętym i o imionach Chrystusa
- O kanonie Pisma Świętego
- O prymacie rzymskim i o siedzibach patriarszych
- O uznawanych soborach powszechnych
- O dziełach, które należy przyjąć

Dekret znany jest także pod nazwą Epistula decretalis de libris recipiendis et non recipiendis (Dekret o księgach, które należy przyjąć oraz odrzucić).
Gelazjusz nie jest także autorem sakramentarza gelazjańskiego.
Jego wspomnienie wymienione jest w Martyrologium Rzymskim 21 listopada.